# Ferdynand III Habsburg
Ferdynand III Habsburg (ur. 13 lipca 1608 w Grazu, zm. 2 kwietnia 1657 w Wiedniu) – król Węgier i Chorwacji w latach 1637–1657 (koronowany w 1625 r.) oraz Czech w latach 1637–1657 (koronowany w 1627), wybrany cesarz rzymski w latach 1637–1657 (król rzymski od 1636) z dynastii Habsburgów.

## Rodzina
Syn cesarza, króla Czech i Węgier Ferdynanda II Habsburga i księżniczki bawarskiej Marii Anny Bawarskiej.
20 lutego 1631 roku poślubił Marię Annę Habsburg, córkę króla Hiszpanii Filipa III Habsburga i Małgorzaty Habsburg. Para miała szóstkę dzieci:
- Ferdynand (1633–1654) – wraz z ojcem król Czech i Węgier
- Marianna (1635–1696) – żona króla Hiszpanii Filipa IV Habsburga
- Filip August (1637–1639)
- Maksymilian Tomasz (1638–1639)
- Leopold (1640–1705) – cesarz rzymski
- Maria Habsburg (1646)

3 lipca 1648 roku poślubił Marię Leopoldynę Habsburg, córkę księcia Tyrolu Leopolda Habsburga i Klaudii Medycejskiej. Para miała jednego syna: Karola Józefa, wielkiego mistrza zakonu krzyżackiego i biskupa wrocławskiego.
30 kwietnia 1651 roku poślubił Eleonorę Gonzaga, córkę księcia Karola II Gonzaga i Marii Gonzaga. Ferdynand i Eleonora mieli razem syna i trzy córki:
- Teresa Maria Józefa (1652–1653)
- Eleonora Maria Józefa (1653–1697) – żona króla polskiego Michała Korybuta Wiśniowieckiego i księcia Lotaryngii Karola V Leopolda
- Maria Anna Józefa (1654–1689) – żona Jana Wilhelma, elektora Palatynatu Reńskiego
- Ferdynand Józef Alojzy (1657–1658)

## Polityka
Aby zapewnić sukcesję synowi, cesarz Ferdynand II już w 1625 roku przeprowadził wybór i koronację Ferdynanda na króla Węgier (tron był tam formalnie elekcyjny). W 1627, po wprowadzeniu w Czechach monarchii dziedzicznej, Ferdynand został także koronowany w Pradze. Także za życia ojca w 1636 elektorzy Rzeszy Niemieckiej zebrani w Ratyzbonie wybrali go na króla rzymskiego (niemieckiego).

### Wojna trzydziestoletnia
Po śmierci ojca w 1637 roku został cesarzem. Wówczas w Świętym Cesarstwie toczyła się wojna trzydziestoletnia (1618–1648). Starał się opanować sytuację w Niemczech, ratować pogrążony w ruinie kraj i pozycję polityczną Habsburgów. We wrześniu 1640 r. Ferdynand III zwołał Sejm Cesarstwa w Ratyzbonie. Przywrócono wtedy funkcjonowanie organów centralnych Rzeszy. W latach 1640–1641 sprzeciwiał się przemarszowi wojsk polskich z Rzeczypospolitej do Flandrii, uzgodnionemu w ramach polsko-hiszpańskiego traktatu sojuszniczego.
W 1643 r. rozpoczął negocjacje pokojowe ze Szwedami, Holendrami i Francuzami w Münster i Osnabrück. Ambasadorem cesarza został Maksymilian hrabia von Trauttmansdorff. Pod wrażeniem pogarszającej się sytuacji obozu katolickiego, upadku władzy cesarskiej i ruiny Niemiec, w 1644 r. Ferdynand III przyznał książętom i stanom Rzeszy prawo do samodzielnego zawierania traktatów i prowadzenia wojen (ius belli ac pacis). Liczył na to, że głosy książąt wesprą go podczas negocjacji pokojowych w toczącej się wojnie trzydziestoletniej. Decyzja Ferdynanda przyczyniła się do osłabienia władzy centralnej w Świętym Cesarstwie Rzymskim.
Stopniowo kolejni książęta podpisywali pokoje lub rozejmy z Francją i Szwecją. W 1645 r. armia szwedzka marszałka Lennarta Torstenssona pokonała siły cesarskie pod Jüteborgiem i Jankowicami. W 1648 r. pod Zursmarshausen wojska francuskie (Tureniusz) i szwedzkie (gen. Karol Gustaw Wrangel) po raz kolejny odniosły zwycięstwo nad armią cesarza. Droga do Austrii i Wiednia już wcześniej stała otworem, a na zachodzie kolejne klęski ponosili Hiszpanie. Cesarz musiał zgodzić się na podpisanie traktatu westfalskiego (24 października 1648 r.). W marcu 1650 r. Ferdynand III wydał specjalny edykt regulujący egzekucję postanowień pokoju w Niemczech. W 1653 r. zwołał jeszcze Sejm Cesarstwa dla rozpatrzenia spraw wykonania postanowień pokoju.

### Sprawy niemieckie po 1648 r.
W 1653 r. Sejm Cesarstwa zakazał cesarzowi nadawania statusu stanu Rzeszy oraz godności książęcych i elektorskich bez zgody elektorów i książąt.
W 1654 r. Ferdynand III zaakceptował ustawę Sejmu Cesarstwa pozwalającą książętom i stanom Rzeszy na samodzielne zbieranie podatków na cele obronne. Wzmocniło to pozycję książąt zarówno wobec cesarza, jak i wobec poddanych.

### Sprawy ziem dziedzicznych
W 1641 r. jako król czeski wydał edykt wprowadzający placetum regium, czyli zakaz publikacji bulli i listów papieskich bez zgody cesarza (króla).
W 1648 r. Ferdynand III ustanowił jednostki stałej armii dla obrony granic ziem dziedzicznych Habsburgów. W 1651 r. cesarz ostatecznie zerwał z tolerancyjną polityką w krajach naddunajskich. Ogłosił wyznanie rzymskokatolickie za jedyne dozwolone na obszarach swojej monarchii.

## Pełna tytulatura
Ferdynand, z Bożej łaski uświęcony i wybrany cesarz rzymski, po wieki August, Król Niemiec, Król Węgier, Czech, Dalmacji, Chorwacji, Slawonii, Ramy, Serbii, Galicji, Lodomerii, Kumanii, Bułgarii,arcyksiążę Austrii, książę Burgundii, Brabancji, Styrii, Karyntii, Karnioli, margrabia Moraw, książę Luksemburga, Górnego i Dolnego Śląska, Wirtembergii, Teck etc. książę Szwabii, hrabia Habsburga, Tyrolu, Ferreti, Kyburga, Gorycji etc. landgraf Alzacji, margrabia Świętego Cesarstwa Rzymskiego, Burgau, Górnych i Dolnych Łużyc etc. pan Marchii Wendyjskiej, Salin, Port Naon, etc., etc., etc.

## Genealogia
| Prapradziadkowie                                   | król Filip I Habsburg (1478–1506) ∞1496 Joanna Szalona (1479–1555)                        | król Czech i Węgier Władysław II Jagiellończyk (1456–1516) ∞1502 Anna de Foix-Candale (1484–1506) | książę Bawarii Wilhelm IV Wittelsbach (1493–1550) ∞1522 Maria Badeńska (1507–1580)        | książę Bawarii Wilhelm IV Wittelsbach (1493–1550) ∞1522 Maria Badeńska (1507–1580)        | cesarz rzymski Ferdynand I Habsburg (1503–1564) ∞1521 Anna Jagiellonka (1503–1547)        | cesarz rzymski Ferdynand I Habsburg (1503–1564) ∞1521 Anna Jagiellonka (1503–1547)        | Antoni II Lotaryński (1489–1544) ∞1515 Renata Burbon–Montpensier (1494–1539)              | król Danii, Szwecji i Norwegii Chrystian II Oldenburg (1481–1559) ∞1515 Izabela Habsburg (1501–1526) |
| Pradziadkowie                                      | cesarz rzymski Ferdynand I Habsburg (1503–1564) ∞1521 Anna Jagiellonka (1503–1547)        | cesarz rzymski Ferdynand I Habsburg (1503–1564) ∞1521 Anna Jagiellonka (1503–1547)                | książę Bawarii Albrecht V Wittelsbach (1528–1579) ∞1546 Anna Habsburg (1528–1590)         | książę Bawarii Albrecht V Wittelsbach (1528–1579) ∞1546 Anna Habsburg (1528–1590)         | książę Bawarii Albrecht V Wittelsbach (1528–1579) ∞1546 Anna Habsburg (1528–1590)         | książę Bawarii Albrecht V Wittelsbach (1528–1579) ∞1546 Anna Habsburg (1528–1590)         | Franciszek Lotaryński (1517–1545) ∞1541 Krystyna Oldenburg (1521–1590)                    | Franciszek Lotaryński (1517–1545) ∞1541 Krystyna Oldenburg (1521–1590)                               |
| Dziadkowie                                         | Karol Styryjski (1540–1590) ∞1571 Maria Anna Wittelsbach (1551–1608)                      | Karol Styryjski (1540–1590) ∞1571 Maria Anna Wittelsbach (1551–1608)                              | Karol Styryjski (1540–1590) ∞1571 Maria Anna Wittelsbach (1551–1608)                      | Karol Styryjski (1540–1590) ∞1571 Maria Anna Wittelsbach (1551–1608)                      | Wilhelm V Wittelsbach (1548–1626) ∞1568 Renata Lotaryńska (1544–1602)                     | Wilhelm V Wittelsbach (1548–1626) ∞1568 Renata Lotaryńska (1544–1602)                     | Wilhelm V Wittelsbach (1548–1626) ∞1568 Renata Lotaryńska (1544–1602)                     | Wilhelm V Wittelsbach (1548–1626) ∞1568 Renata Lotaryńska (1544–1602)                                |
| Rodzice                                            | cesarz rzymski Ferdynand II Habsburg (1578–1637) ∞1600 Maria Anna Wittelsbach (1574–1616) | cesarz rzymski Ferdynand II Habsburg (1578–1637) ∞1600 Maria Anna Wittelsbach (1574–1616)         | cesarz rzymski Ferdynand II Habsburg (1578–1637) ∞1600 Maria Anna Wittelsbach (1574–1616) | cesarz rzymski Ferdynand II Habsburg (1578–1637) ∞1600 Maria Anna Wittelsbach (1574–1616) | cesarz rzymski Ferdynand II Habsburg (1578–1637) ∞1600 Maria Anna Wittelsbach (1574–1616) | cesarz rzymski Ferdynand II Habsburg (1578–1637) ∞1600 Maria Anna Wittelsbach (1574–1616) | cesarz rzymski Ferdynand II Habsburg (1578–1637) ∞1600 Maria Anna Wittelsbach (1574–1616) | cesarz rzymski Ferdynand II Habsburg (1578–1637) ∞1600 Maria Anna Wittelsbach (1574–1616)            |
| Ferdynand III Habsburg (1608–1657), cesarz rzymski |                                                                                           |                                                                                                   |                                                                                           |                                                                                           |                                                                                           |                                                                                           |                                                                                           | |